# Spring Creek Township (comté d'Ozark, Missouri)
Spring Creek Township est un ancien township, situé dans le comté d'Ozark, dans le Missouri, aux États-Unis,.
Le township est fondé en 1868 et baptisé en référence à un cours d'eau du même nom, présent dans ses frontières.

### Source de la traduction
- (en) Cet article est partiellement ou en totalité issu de l’article de Wikipédia en anglais intitulé « Spring Creek Township, Ozark County, Missouri » (voir la liste des auteurs).